# Halosaurus attenuatus
Halosaurus attenuatus är en fiskart som beskrevs av Garman, 1899. Halosaurus attenuatus ingår i släktet Halosaurus och familjen Halosauridae. Inga underarter finns listade i Catalogue of Life.